# Мутинский кодекс
Мутинский кодекс (лат. Codex Mutinensis, условное обозначение Ha или 014) — одна из древнейших рукописей Нового Завета на греческом языке, датируемая IX веком.

## Особенности рукописи
Мутинский кодекс написан на 43 пергаментных листах; размер листа — 33 на 23 см. Текст на листе расположен в одной колонце. 
Рукопись содержит текст Деяний Апостолов с лакунами (Деян 1,1-5,28; 9,39-10,19; 13,36-14,3; 27,4-28,31). 
Рукопись представляет византийский тип текста. Текст рукописи отнесен к V категории Аланда.

## История
Палеографически рукопись датируют на IX век. В настоящее время рукопись находится в Модене в Biblioteca Estense (Gr. 196). 